# Viljo Punkari
Viljo Matias Punkari, ps. Ville (ur. 3 października 1934 w Ylistaro, zm. 15 listopada 1964 tamże) – fiński zapaśnik.
Dwukrotnie startował na igrzyskach olimpijskich: w 1956 wystąpił w wadze średniej w stylu klasycznym i wolnym, a w 1960 w wadze średniej w stylu wolnym. W Melbourne był 6. w stylu klasycznym, a w stylu wolnym zakończył rywalizację w trzeciej rundzie. W Rzymie zajął 12. miejsce w stylu wolnym.
W 1954 został mistrzem Finlandii w wadze do 79 kg w stylu klasycznym i brązowym medalistą mistrzostw kraju w tej samej wadze w stylu wolnym. W 1955 został wicemistrzem Finlandii w tej samej wadze zarówno w stylu klasycznym, jak i wolnym. W 1956 zdobył mistrzostwo Finlandii w wadze do 79 kg w stylu klasycznym i wicemistrzostwo kraju w tej samej wadze w stylu wolnym. W 1957 wywalczył mistrzostwo Finlandii w tej samej wadze zarówno w stylu klasycznym, jak i wolnym. W 1958 został mistrzem Finlandii w wadze do 79 kg w stylu klasycznym i wicemistrzem kraju w tej samej wadze w stylu wolnym. W 1959 wywalczył mistrzostwo Finlandii w wadze do 79 kg w stylu klasycznym i w wadze do 87 kg w stylu wolnym. W 1960 zdobył mistrzostwo kraju w wadze do 87 kg zarówno w stylu klasycznym, jak i wolnym. W 1961 został mistrzem Finlandii w tej samej wadze w stylu klasycznym i wicemistrzem kraju w wadze do 87 kg w stylu wolnym. W 1962 wywalczył brązowy medal mistrzostw kraju w tej samej wadze w stylu wolnym, a w 1964 zdobył wicemistrzostwo Finlandii w wadze do 97 kg w stylu wolnym.
Reprezentował kluby Ylistaron Kilpa-Veljet i Vaasan Voima-Veikot.
Jego brat Pentti również był zapaśnikiem i reprezentował Finlandię na igrzyskach olimpijskich w 1960 i 1964.